# Sedoreovirinae
Els Sedoreovirinae són una subfamília de virus que inclouen alguns que afecten el sistema gastrointestinal (com el rotavirus), i alguns que causen infeccions respiratòries. El material genètic dels virus d'aquesta família és la doble cadena d'ARN.